# Введенское (село, Кашинский район)
Введенское — село в Кашинском городском округе Тверской области (до апреля 2018 года входило в Фарафоновское сельское поселение Кашинского района).

## География
Находится в лесистой местности на крайнем востоке области, в 7 км к северо-востоку от города Кашин (13 км по автодорогам) и в 125 км от Твери.

Имеется подъездная дорога к селу (через Борихино) от местной автодороги Кашин — Углич.
| 1859 | 1889 | 1997 | 2002 | 2010 |
| ---- | ---- | ---- | ---- | ---- |
| 119  | ↘107 | ↘41  | ↘38  | ↘25  |

## История
Село Введенское при Угличской дороге в середине XIX — начале XX вв. относилось к Подберезовской волости Кашинского уезда Тверской губернии, в XVII—XVIII вв. относилось к Нерехотцкому стану Архивная копия от 7 марта 2014 на Wayback Machine Кашинского уезда Тверской губернии. Согласно топонимическому словарю, село носит название по Введенской церкви. Окончание названий сёл на -ское типично для церковной топонимики. Село и деревни его прихода принадлежали Троицкому Макарьеву монастырю до конца XVIII века. Впервые село упоминается в Актах Троицкого Макарьева монастыря в 1517 году.

«1517 г. марта 19. — Купчая Василия Елизаровича (Гусева) у Ивана Федорова с. Воронцова и его сына Семена на с. Введенское с дд. Кропивино, Микулинское, Борихино и др. в Нерехотском ст. Кашинского у.
Се яз … купил…село Введенское з деревнями в Кашинском уезде, в Нерехотском стану, а деревни имяны деревня Кропивино, деревня Микулинское, деревня Борихино, деревня Ми[т]ово, деревня Зворыково, деревня Огородово, деревня Насоновское, деревня Трохово, деревня Обухово…. А дам есми на том селе и на деревнях полтораста рублев да вол пополнка …» 
В 1581/1582 году село было передано во владение монастыря вдовой Софьей Ивановной Бутурлиной (в иночестве Евпраксия):

«данная старицы Евпраксии, вдовы Андрея Васильевича (Бутурлина), иг. Калязина м-ря Боголепу на с. Введенское с дд. и пустт. (в Нерехотском ст. Кашинского у.)»
Во время генерального межевания церковных земель за 1755 год к Троицкому Макарьеву монастырю в Кашинском уезде относятся село Введенское и некоторые деревни:

«Калязинского монастыря: пуст. Перетрясово въ г. Кашинъ, село Чагино, дер. Въниково, дер. Берницы, дер. Чекмарева, село Введенское, дер. Никулино, дер. Крапивино, дер. Борихино, дер. Кишкино, дер. Кубасово, дер. Буйково, дер. Леушино, дер. Колбасино, дер. Монастырево, дер. Вантево, дер. Ременница, дер. Мерлино, дер. Золотниково, село Ляхово, дер. Коробово, дер. Шельково, дер. Митино, дер. Вощилово, дер. Рудлево, дер. Марьино, дер. Погорълка, дер. Панкратово. 485 дворовъ, 1498 душъ, 5316 дес.622 кв. саж. Въ пустошах 326 дес. 579 кв.с.»
В 1819 году была построенная каменная церковь.
В 1858 году в казённом селе Введенское значатся 14 дворов и 104 жителя. На полях сажали овёс, рожь, картофель, ячмень.
Летом в 1887 прошёл сильный град и все посадки хлеба были побиты, жители понесли большие убытки. В 1889 году значатся 20 дворов, 107 жителей, церковно — приходская школа, ветряная мельница, маслобойня, толчея, красильное заведение, торговый амбар, промыслы: сапожный, овчинный, торговля мясом. Грамотных в селе 26 мужчин, 3 женщины.
В 1901 году в селе 17 дворов, 52 мужчины, 53 женщины. В штате Введенской церкви состоит священник Петръ Шестовъ и псаломщик Алексей Иванович Соколов. К приходу села относились деревни: Крапивино, Никулино, Борихино, Дьяконово, Медведево, Кривцово, Дорино.
В 1914 году в Введенской церкви служили священник Иоанн Дворяшин и псаломщик Алексей Соколов[значимость факта?].
В 1926 село Введенское становится центром одноименного сельсовета. По данным за 1997 год в селе 16 хозяйств и 41 житель.